# Лазарев, Сергей Тихонович
Сергей Тихонович Лазарев (1 апреля 1926 — 25 декабря 2017) — передовик советской угольной промышленности, директор шахты «Чертинская-Южная» комбината «Кузбассуголь». Герой Социалистического Труда (1971).

## Биография
Родился в 1926 году в Тверской губернии (ныне — Тверская область). После школы ФЗО, с 1942 по 1944 годы работал крепильщиком на шахте «Северная» (г. Кемерово).
После окончания техникума в 1948 году был начальником участка на шахте «Бутовская» (г. Кемерово). В 1956 году заочно окончил Свердловский горный институт, получил диплом горного инженера.
С 1963 по 1977 годы возглавлял шахту «Чертинская-Южная» (с 1973 года — шахта «Новая») (г. Белово). На его век пришлись наиболее сложные периоды. При нем осваивались новые производственные технологии, началось резкое увеличение нагрузки на подготовительные и очистные забои, при нем испытывались на рабочих нагрузках проходческие комбайны ПК-3М, ПК-7, ГПК, а также очистные комплексы ОМКТМ, МК-1, комплексы серии ОКП, «Глиник».
В середине 60-х годов начали подходить к концу промышленные запасы, начальник шахты занялся подготовкой технической документации и инженерных обоснований на реконструкцию, получил одобрение в комбинате и начал сотрудничать с новосибирским институтом «Сибгипрошахт». Там был изготовлен проект реконструкции в первоначальном варианте, и уже в 1974 г. была введена в строй первая очередь объекта на горизонте −50 (окончательно реконструкция завершилась в 1984 году, уже без него). Годовая мощность шахты практически удвоилась, была доведена до полутора миллионов.
Указом Президиума Верховного Совета СССР от 30 марта 1971 года за достижение высоких показателей в производстве продукции угольной промышленности Сергею Тихоновичу Лазареву было присвоено звание Героя Социалистического Труда с вручением ордена Ленина и медали «Серп и Молот».
В январе 1977 года он ушел на заслуженный отдых, затем уехал на родину, в Калининскую область, поселился в поселке Селижарово.
Умер 25 декабря 2017 года.

## Награды
За трудовые успехи был удостоен:
- золотая звезда «Серп и Молот» (30.03.1971)
- орден Ленина (30.03.1971)
- Полный кавалер знака «Шахтёрская слава».
- другие медали.